# Alamo Heights
Alamo Heights è un comune degli Stati Uniti d'America, nella contea di Bexar, nello Stato del Texas.
Secondo il censimento del 2000 vi abitavano 7319 persone: il 93,8% della popolazione era bianca, lo 0,56% afroamericana, lo 0,33 nativa americana, lo 0,85% asiatica, il 2,82% di altre etnie e l'1,64% di due o più etnie.